# Diskontna stopa
Diskontna stopa ili eskontna stopa (od tal. disconto, lat. discomputare za obračunati) je kamatna stopa po kojoj središnja banka odobrava kredite poslovnim bankama i koju središnja banka obračunava pri otkupu mjenica. Time utječe na tržišne uvjete koji formiraju kamate na novčanom tržištu.
Diskontna stopa jedan je od instrumenta monetarno-kreditne politike središnje banke.
Postotak diskontne stope određuje središnja banka: To su u Hrvatskoj
Hrvatska narodna banka a u Europskoj uniji Europska središnja banka.

## Ključne kamatne stope
(Stanje: 11. lipnja 2012.)
- Europska središnja banka: 	0,00 %, main refinancing operations: 0,75 %, marginal lending facility:	1,50 %
- Švicarska narodna banka:3-mj. -Libor 0,00–0,25 %
- Sustav federalnih rezervi Federal-Funds-Rate 0,00–0,25 %, Diskontna stopa 0,75 %
- Bank of Japan: 0,30 %
- Bank of England Repo Rate 0,50 %
- Kineska narodna banka: (one-year lending rate) 6,00 %
- Hrvatska narodna banka: 3 % .[1]

## Utjecaji diskontne stope
Diskontnom politikom ili politikom eskontne stope središnja banka utječe na na opseg bankovnih kredita, (investicije u gospodarstvo i na količinu novca u optjecaju). Poskupljenje bankovnih kredita dovodi do smanjenja potražnje za kreditima.
U slučaju recesije središnje banke snižavaju diskontnu stopu. Pojeftinjenjem kredit te potiču se nove investicije u gospodarstvu i stvaranje novih radnih mjesta.
Kod pojave inflacije središnja banka povisuje iznos diskontne stope.

## Vanjske poveznice
- Limun.hr, (financijki portal)  Arhivirana inačica izvorne stranice od 5. ožujka 2016. (Wayback Machine)
- Moj bankar.hr